# Baphiopsis parviflora
Baphiopsis parviflora är en ärtväxtart som beskrevs av John Gilbert Baker. Baphiopsis parviflora ingår i släktet Baphiopsis och familjen ärtväxter. Inga underarter finns listade i Catalogue of Life.